# Ferrovia di Montemor
|  | Unknown route-map component "exKBHFa" |

| Transverse water | Unknown route-map component "exhKRZWae" | Transverse water |

|  | Unknown route-map component "exHST" |

|  | Unknown route-map component "exhKRZWae" |

|  | Unknown route-map component "xABZg+l" | Unknown route-map component "CONTfq" |

|  | Non-passenger station/depot on track |

| Unknown route-map component "CONTgq" | One way rightward |  |

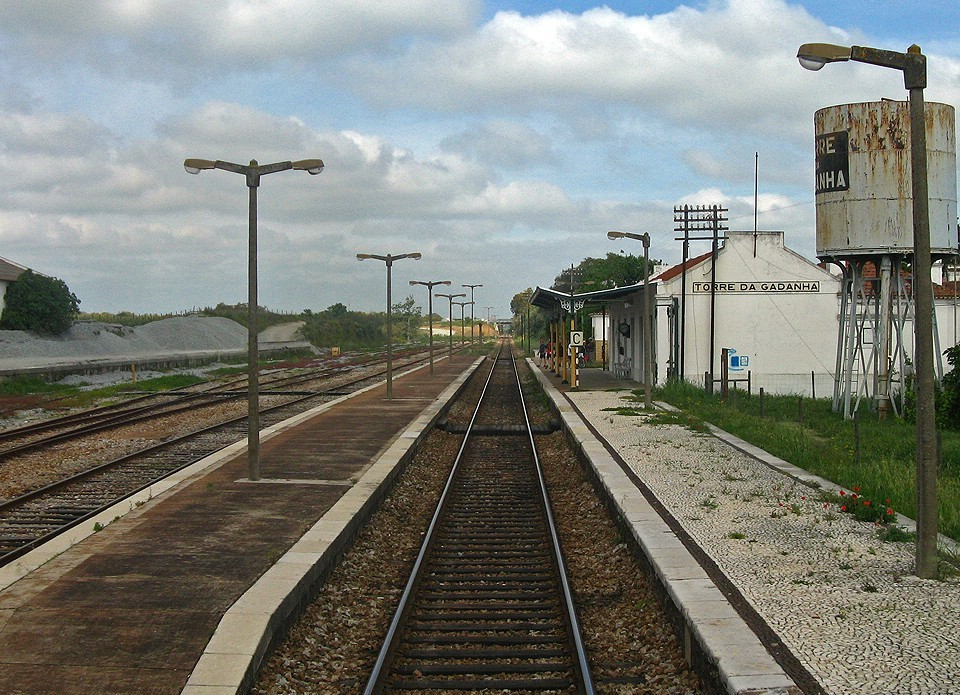
Stazione di Torre da Gadanha nel 2010

La  ferrovia di Montemor (in portoghese Ramal de Montemor) era una breve linea ferroviaria del Portogallo che collegava la città di Montemor alla ferrovia dell'Alentejo nella stazione di Torre da Gadanha; entrata in funzione il 2 settembre 1909, fu chiusa al traffico nel 1989

## Storia
La ferrovia ottenne un finanziamento in seguito alla richiesta della "Câmara Municipal" di Montemor-o-Novo cui rispose un decreto del 12 giugno 1907. Il 2 settembre 1909 venne aperta al traffico.

### Declino e chiusura
A causa dello scarso traffico, nel 1970, la Companhia dos Caminhos de Ferro Portugueses promosse un'indagine volta a quantificare la convenienza di investimenti.
Nel 1989 si giunse alla decisione di chiudere la linea. Il sedime venne riutilizzato per una pista ciclabile.